# Victòria! La gran aventura d'un poble
Victòria! La gran aventura d'un poble és una pel·lícula catalana dirigida per Antoni Ribas i estrenada el 9 de setembre de 1983. Forma part d'una ambiciosa trilogia juntament amb La disbauxa del 17 i El seny i la rauxa, que pretén relatar part de la història de Catalunya, com ja havia fet amb La ciutat cremada. Fou estrenada alhora a Barcelona i a París com a coproducció en què participà l'actor alemany Helmut Berger, qui va rebre 20 milions de pessetes pel seu treball. Fou emesa per TV3 el Nadal de 1992.

## Sinopsi
Barcelona, juny de 1917. El coronel César Márquez (Francisco Rabal), membre de les Juntas de Defensa, és detingut, jutjat, condemnat a mort i indultat. Alhora, esperonada per la revolució soviètica, es prepara la vaga general de 1917, en qual participa l'actiu sindicalista Jaume Canals (Xabier Elorriaga), però la seva companya Maria (Norma Duval) l'abandona a causa de la inseguretat que li provoca. Tot i que Espanya és neutral en la Primera Guerra Mundial, Barcelona és un niu d'espies aliats i alemanys, i els empresaris catalans estan fent l'agost amb els negocis de la guerra.

## Repartiment
- Helmut Berger - Tinent Rodríguez Haro
- Paco Rabal - César Márquez
- Xabier Elorriaga - Jaume Canals
- Norma Duval - Maria
- Pau Garsaball - Manuel Bravo Portillo
- Alfred Lucchetti - Llorenç Vinyes
- Teresa Gimpera - Donya Isabelina

## Guardons
Xabier Elorriaga fou candidat al Fotogramas de Plata 1983 al millor actor de cinema.